# Castillo de Doña Blanca
El castillo de Doña Blanca está situado en el pago de Sidueña (de ahí que se conozca también como "Torre de Sidueña"), en el término municipal de la ciudad española de El Puerto de Santa María (Cádiz), en Andalucía.
Está construido sobre el yacimiento arqueológico de Doña Blanca.

## Historia y estructura

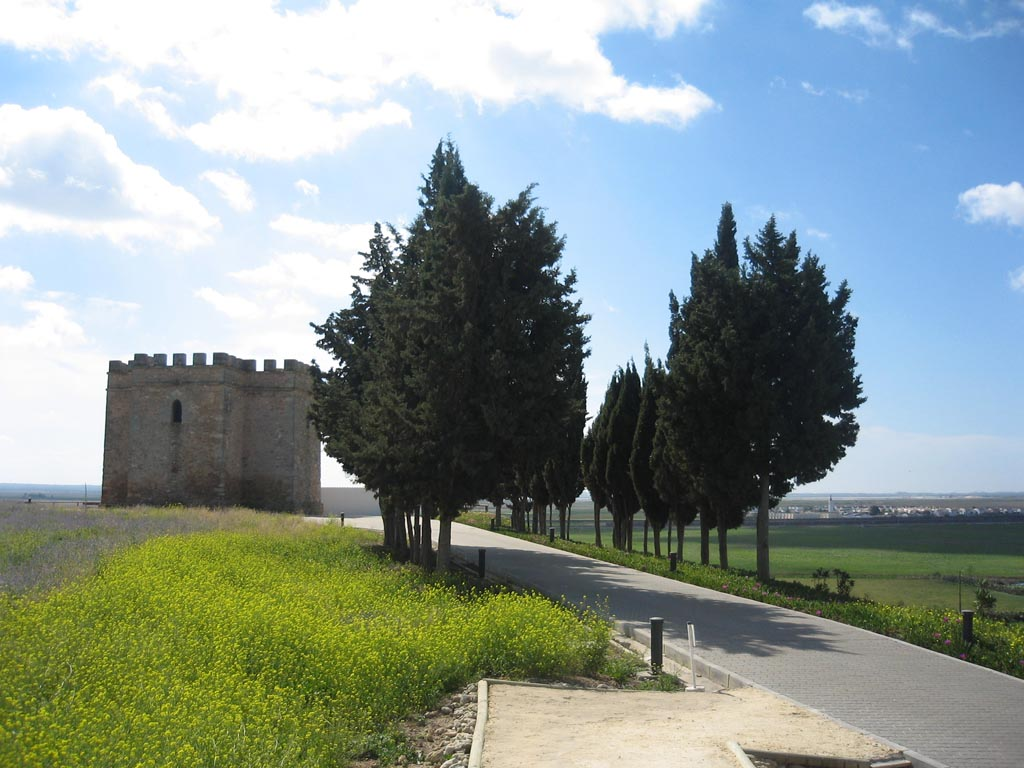
Otra imagen del castillo.

Se llama así porque, según la tradición, allí sufrió cautiverio doña Blanca de Borbón, la hija del duque Pedro I de Borbón y de Isabel de Valois (nieta de Felipe III de Francia), siendo Blanca reina consorte de Castilla, encarcelada por el propio rey de Castilla Pedro I, durante la guerra civil de Castilla, alrededor de 1359.
Se trata de un castillo y una torre construida entre el siglo XIV y XV para la vigilancia de la bahía de Cádiz y que también fue usada como ermita dedicada a Santa María de Sidueña.

## Bien de interés cultural
Desde 1981 se reconoció al Castillo de Doña Blanca como bien de interés culturalaunque se delimitó claramente que se refería al Castillo de Doña Blanca, y no a todo el conjunto o yacimiento de Doña Blanca.Finalmente, la zona arqueológica del yacimiento fue delimitada en 1999 y 2001,incluida la torre.